# Xã Klacking, Michigan
Xã Klacking (tiếng Anh: Klacking Township) là một xã thuộc quận Ogemaw, tiểu bang Michigan, Hoa Kỳ. Năm 2010, dân số của xã này là 614 người.